# Parang
El parang és una música popular popular originària de Veneçuela i Trinitat i Tobago, que va ser portada a Trinitat i Tobago per migrants veneçolans i colombians, principalment de patrimoni amerindià, espanyol, mestís, pardo, cacau, i africà, cosa que es reflecteix força. en la pròpia música. La paraula deriva de dues paraules espanyoles: parranda, que significa "un xiringuito o festa", i parar que significa "aturar".
En el passat, era tradicional que els cantants de parangs realitzessin visites nocturnes a les llars de la família i els amics, on part de la diversió consistia despertar els seus habitants. Avui, el paranf és especialment rellevant a les comunitats de Trinitat i Tobago com Paramin, Lopinot i Arima.
Ha aparegut una nova forma de parang, el soca parang. El Soca parang és una combinació de soca i parang.

## Interpretació
A Trinitat, la música tradicional de parang s'interpreta en gran part al voltant de Nadal, quan cantants i instrumentistes (col·lectivament coneguts com els parranderos) viatgen de casa en casa a la comunitat, sovint units per amics i veïns de la família, etc. Els instruments de parang populars inclouen el cuatro (una guitarra petita, de quatre cordes) i les maraques (conegudes localment com a chac-chacs). Altres instruments utilitzats sovint són violí, guitarra, claus (coneguts localment com a toc-toc), boix (un instrument indígena), pandereta, mandolina, bandol, caixa (un instrument de caixa percussiva) i marimbola (un instrument afro-veneçolà). A canvi de l'entreteniment, els parranderos tradicionalment reben aliments i begudes: pastissos, pastelle, agrella, el rom i Ponx Crema (una forma d'alcohol ponx d'ou).
Si bé alguns grups petits o grups organitzats més grans encara practiquen la tradició d'anar de casa a casa, la música moderna de parang també ha desenvolupat una temporada d'actuacions escenogràfiques anomenades festes de parang, que se celebren d'octubre a gener de cada any, que culminen amb una competició nacional. Avui, el parang és especialment rellevant a les comunitats de Trinitat i Tobago com Paramin, Lopinot i Arima .

## Varietats
La música tradicional de parang inclou una àmplia varietat de tipus de cançons:
- aguinaldo o serenal : relatiu a les històries del pessebre cristià, semblants a les nadales europees interpretades a les Illes Canàries i a Andalusia;
- guarapo : cançó secular, sovint amb passatges de lletres improvisades on el contingut i la durada varien segons l'habilitat del cantant;
- estribillo : una animada cançó a l'estil de trucada i resposta;
- rio Manzanares : un vals veneçolà que celebra els diferents aspectes del riu Manzanares de Cumaná, Veneçuela ;
- joropo : estil similar al vals espanyol;
- galeró ;
- picón ;
- despedida : una cançó de comiat i agraïment.

## Artistes de parang
1. A La Rio Suave
2. Amantes de Parranda (Barataria)
3. Amores de Musica
4. Ay Caramba
5. Brasso Seco Parranderos
6. Canciones Melodicas of Santa Cruz
7. Carib Santa Rosa
8. Carib Shaman
9. Con Amor
10. Courts Rio Senores
11. Courts Ruisenores (Pointe-a-Pierre)
12. New Image Serenaders
13. Del Caribe
14. Dinámicos
15. Dulzura Caliente
16. El Sabor (St. Joseph, Maracas)
17. Flores de San Jose
18. Fuego Caribeño (South Vistabella)
19. G. Sharp and Friends
20. Hermanos Latinos
21. Homer Parranderos Parang Band (Sangre Grande)
22. Levantamientos Petrotrin
23. La Casa Parranda (Princes Town)
24. La Libertad
25. La Divina Pastora
26. La Estrella de Oriente
27. La Familla Alegria
28. La Familia de Camona y Amigos (Edinburgh Gardens Phase 3, Chaguanas)
29. La Familia De Rio Claro
30. La Familia De San Raphael (Gallon)
31. La Finca Paranda
32. La Ruseda de Agua (Diego Martin)
33. La Sagrada Familia
34. La Santa Familia
35. La Santa Maria
36. La Tropical
37. Lara Brothers (Cantaro Village, Santa Cruz)
38. Las Buenas Nuevas (Santa Rosa, Arima)
39. Las Estrellita de Oriente
40. Lopinot Paranderos
41. Los Alacranes from Paramin
42. Los Alumnos de San Juan
43. Los Amantes de Parranda
44. Los Amigos Cantadores (Trincity)
45. Los Amigos De Jesus (La Canoa, Santa Cruz)
46. Los Amigos en Musica
47. Los Buenos Paranderos (El Dorado)
48. Los Caballeros
49. Los Caneros
50. Los Cantadores de Brazil
51. Los Campaneros
52. Los Cantos de Amor
53. Los Hermanos Lara
54. Los Muchachos del Agua
55. Los Ninos de Santa Rosa
56. Los Ninos del Mundo
57. Los Originales (Diego Martin)
58. Los Pajaros (Brampton, Ontario, Canada)
59. Los Paramininos
60. Los Paranderos Amigos
61. Los Paranderos de UWI (UWI – St. Augustin)
62. Los Pastores (Palo Seco)
63. Los Pavitos
64. Los Reyes1
65. Los Tocadores and Peter Estrada
66. Michael Carabai (Stafford, Virginia, USA)
67. Moments Parang Group
68. Morella Montano and the Maraval Folk Choir
69. Mucho Tempo
70. Parang Lovers International (Queens New York).
71. Paramininos (Paramin Maraval)
72. Rancho Quernado
73. Rebuscar
74. Rembunction
75. Rio Suave Los Buenos Parranderos
76. Sabor del Caribe (Enterprise, Chaguanas)
77. San Jose Serenaders
78. Sancouche (Point Fortin)
79. Santa Rosa Serenaders
80. St Augustine's Son del Sueno
81. Starlight Serenaders (Brooklyn, New York)
82. Sun Valley Parang Group
83. Un Amor
84. Unidad Serenaders (Mt Pleasant, Arima)
85. Universal Rhythms (was Universal Parang) (Canada)
86. Viva Nueva
87. Voces Jovenes

Entre els artistes de parang-soca destacats hi ha Scrunter, Baron, Crazy i Big B.